# David Theodor August Suabedissen
David Theodor August Suabedissen (* 14. April 1773 in Melsungen; † 14. Mai 1835 in Marburg) war ein deutscher evangelischer Theologe, Pädagoge und Philosoph.

## Herkunft und Ausbildung
Suabedissen war ein Sohn des Hessen-Kasseler Justizamtmanns Hermann Friedrich Suabedissen († 1790) in Melsungen und erhielt seine, insgesamt dürftige, schulische Ausbildung vornehmlich durch Privatlehrer. Da sein Vater schon bald an das landgräfliche Amt Bischhausen versetzt wurde, erhielt David anfangs Unterricht von einem in Bischhausen ansässigen Kandidaten für das Amt des Predigers. 1784 wurde sein Vater zurück an das Amt Melsungen versetzt und der Junge besuchte nunmehr die Stadtschule in Melsungen, deren Qualität so zu wünschen ließ, dass er in seinen drei Jahren dort praktisch nichts dazulernte. Das Schuljahr 1787/88 verging, ohne dass seine Eltern, angesichts ihrer recht zahlreichen Schar von Kindern, die Kosten einer weiteren Schulbildung aufbringen konnten. Die Hoffnung, den Sohn 1788 bei einem Prediger in Rengshausen weiterbilden zu lassen, zerschlug sich mit dem schon zwei Wochen später erfolgten Tod des Mannes. Dann aber fand sich der neue Stadtpfarrer in Melsungen bereit, den Jungen in Latein, Griechisch und Hebräisch zu unterweisen. Im Frühjahr 1789 begann er dann, gerade 16 Jahre alt, als Stipendiat der Hessischen Stipendiatenanstalt ein Studium der Philosophie und Theologie an der Philipps-Universität Marburg, das er im September 1793 abschloss, worauf er als Kandidat des Predigeramts („candidatus reverendi“) zugelassen wurde.

## Wirken
Da sein Vater bereits 1790 verstorben war, musste er seinen Lebensunterhalt nun selbst bestreiten. Daher nahm er zunächst eine Anstellung als Hauslehrer beim Prediger Clausenius in Allendorf an der Werra an. Im Frühjahr 1795 kehrte er nach Marburg zurück, wo er Zweiter Major der Stipendiaten wurde, die philosophischen und theologischen Vorlesungen mit den Stipendiaten wiederholte und dabei auch seine eigenen Studien fortsetzen konnte. Anfang 1800 wurde er zum Professor für Philosophie an der sich allerdings bereits im Niedergang befindlichen Hohen Landesschule in Hanau berufen. Bereits Anfang 1803 trat er von diesem Amt zurück und gründete eine private Erziehungsanstalt in Bad Homburg vor der Höhe, die er auf Wunsch mehrerer Eltern zu Ostern 1804 nach Hanau verlegte. Im Frühjahr 1805 wurde er zum Ersten Lehrer an der neugegründeten Schule der Reformierten Gemeinde in Lübeck berufen, wo knapp 30 Schüler unterrichtet wurden. Als diese Schule nach der Einverleibung Lübecks ins Département des Bouches de l’Elbe des französischen Kaiserreichs erheblichen Beschränkungen ihrer Lehrautonomie ausgesetzt werden sollte, ging Suabedissen 1812 nach Kassel, wo er durch Königliches Dekret vom 25. Juli 1812 als Vorgesetzter des Rektors Nathanael Cäsar zum Direktor des Lyceums und der aus diesem abgetrennten Bürgerschule („école secondaire“) berufen wurde und beider Neuausrichtung leitete. Im November 1813 verlieh ihm die philosophische Fakultät in Marburg den Titel eines Doktors der Philosophie.
Nach der im Herbst 1813 erfolgten Restauration des Kurfürstentums Hessen wurde die Stelle des Direktors im April 1814 wieder abgeschafft: Nathanael Cäsar wurde wieder unabhängiger Rektor des Lyceums, und Suabedissen wurde als Gymnasialprofessor am Lyceum und als Rektor der Bürgerschule weiterbeschäftigt. Ende September 1815 gab er diese Anstellungen auf, denn im Oktober 1815 wurde er zum Instructor des Prinzen Friedrich Wilhelm, des späteren Kasseler Kurfürsten Friedrich Wilhelm I., ernannt. Mit diesem ging er an die Universität Leipzig, wo die beiden bis 1820 blieben. Einladungen zur Übernahme einer Professur in Heidelberg 1816 und in Bonn 1818 musste er in dieser Zeit ausschlagen. 1819 wurde er zum kurfürstlichen Hofrat ernannt.
Nach dem Ende seiner Anstellung beim Kurprinzen lebte er als Privatier teils in Melsungen bei seiner Mutter und teils in Lübeck. Im Frühjahr 1822 wurde er als ordentlicher Professor der Philosophie an die Philipps-Universität in Marburg berufen. Dort hielt er Vorlesungen über Logik und Metaphysik, praktische Philosophie, Naturrecht und Sittenlehre, Geschichte der Philosophie, die Lehre vom Menschen und philosophische Einleitung in die Geschichte der Menschheit. 1825 war er Dekan der Philosophischen Fakultät.
Suabedissen unterhielt einen Briefwechsel mit Goethe und den Brüdern Grimm. 1834 wurde er wegen seiner Verdienste um das Wohl der Universität zum Ehrenbürger Marburgs ernannt. Er kränkelte bereits ab 1828 und starb am 14. Mai 1835.
Er war zunächst von Kant, anschließend von Carl Leonhard Reinhold und Schelling beeinflusst. Schließlich entwickelte er ein eigenes eklektisches System. Von seinen Zeitgenossen wurde die subjektive Wendung der Spekulation auf innere Selbstbeobachtung als eigentümlich bezeichnet und zunächst bezweifelt und abgelehnt. Anerkannt waren von seinen Zeitgenossen allerdings seine Beiträge zur Geschichte der Philosophie und der Anthropologie.

## Werke (Auswahl)
- Resultate der philosophischen Forschungen über die Natur der menschlichen Erkenntnis von Plato bis Kant.
- Briefe über den Unterschied in der Erziehung der Knaben und der Mädchen. (Römhild, Lübeck 1806).
- Ein Beitrag zur Entwicklung des Begriffs der Methode in der Erziehung. (Lübeck 1808).
- Über die innere Wahrnehmung. (1808).
- Allgemeine Gedanken von dem Unterrichte und der Disziplin in Bürgerschulen und Lyceen. (Kassel 1812).
- Die Betrachtung des Menschen. (3 Bände, Kassel 1815–1818).
- Philosophie der Geschichte. (Kassel 1821).
- Zur Einleitung in die Philosophie. (1827).
- Vom Begriffe der Psychologie und ihrem Verhältnis zu den verwandten Wissenschaften. (1829).
- Grundzüge der Lehre von dem Menschen. (1829).
- Grundzüge der philosophischen Religionslehre. (1831).